# Freiberg am Neckar
Pour les articles homonymes, voir Freiberg (homonymie).
Freiberg am Neckar est une ville allemande située dans le Bade-Wurtemberg, dans l'arrondissement de Ludwigsbourg.

## Divisions administratives
La cité de Freiberg am Neckar est formée de trois communes anciennement indépendantes, soit Beihingen am Neckar, Geisingen am Neckar, et Heutingsheim. L’ancienne commune de Beihingen am Neckar consistait du village de Beihingen am Neckar et le village médiéval déserté de Bruderhaus. L’ancienne commune de Heutingsheim est constituée du village de Heutingsheim et Haus Rosenau ainsi que du château médiéval déserté Kasteneck .

## Situation géographique

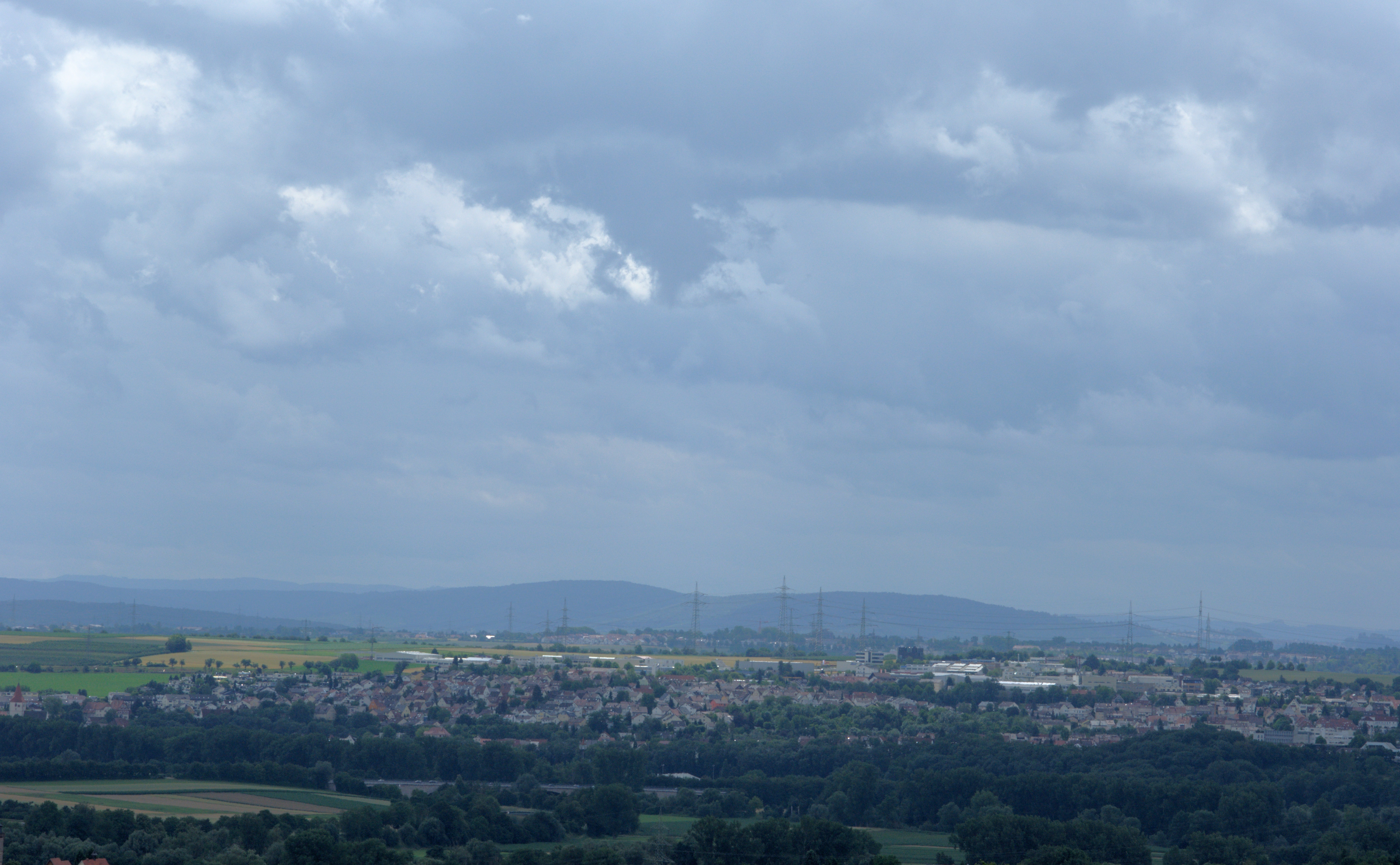
Freiberg vue du nord, des collines d’Ingersheim

Freiberg am Neckar s’étend d’une courbure de la rivière Neckar jusqu’à la chaine de collines situées dans le sud et dans l’ouest. C’est une petite cité typique située dans la périphérie prospère et bien desservie d’une grande ville. La physionomie urbaine est caractérisée par des zones résidentielles avec maisons particulières et petits immeubles collectifs ainsi que des zones d’activités industrielles et commerciales. Elle est croisée par l’autoroute A 81.
Le sol glaiseux fertile des collines environnantes se prête à une exploitation agricole intensive. Les fermes sont situées au milieu de leurs champs et vergers à l’abri des régions urbaines. Des collines au-dessus de la ville on jouit de vues panoramiques sur la région du Neckar, vers Hohenasperg et Stromberg, ainsi que les vallées et collines de la région de la Murr et de la Bottwar. Ces vues, d’ailleurs, sont un peu gênées par les pylônes à haute tension coupant le paysage en étoile partant du poste électrique de Ludwigsburg-Hoheneck.

## Histoire municipale
Freiberg am Neckar a été créé le 1er janvier 1972 par l’association volontaire des trois communes agricoles de Beihingen am Neckar, Geisingen am Neckar, et Heutingsheim. Le 1er janvier 1982, Freiberg am Neckar a reçu le droit municipal.
Nom et blason de la nouvelle municipalité ont été pris de ceux de la famille des chevaliers von Freyberg, qui tenaient dans les années 1534 à 1569 le château et la part majeure du village de Beihingen.

## Religion
Après la Réforme protestante, la population de la région aujourd’hui occupée par la ville de Freiberg a adhéré au protestantisme comme décrété par le duc Ulrich. Dans les trois quartiers il existait des paroisses protestantes jusqu'à leur unification le 1er janvier 2018. Depuis 1954 il y a aussi une paroisse catholique. En plus, il y a une communauté méthodiste, une mormone, et une néo-apostolique. Ces jours, environ 25,5 % de la population sont des catholiques, 44,5 % protestants.

## Démographie
En 1810 Beihingen avait une population de 692 personnes, Heutingsheim une de 566, et Geisingen une de 438, soit un total de 1 696 habitants. En 1900 il y avait déjà un chiffre de 2 298 habitants, ne cessant pas de croître de 3 322 en 1939 à 4 516 en 1950 et 11 749 en 1970 à plus de 15 600 en 2007.

## Conseil municipal
Les élections municipales du 7 juin 2009 ont produit les résultats suivants :
1	CDU 24,6 % (-9,6): 6 mandats (-2)
2	SPD 20,1 % (+1,5): 5 mandats (+1)
3	FW¹ 20,0 % (-2,7): 4 mandats (-1)
4	ULF² 15,5 % (+1,9): 3 mandats (±0)
5	OGL³ 13,4 % (+2,5): 3 mandats (+1)
6	FDP 6,4 % (--): 1 mandat (+1)
¹ Freie Wähler („Électeurs libres“); ² Unabhängige Liste Freiberg („Liste Freiberg Independante“); ³ Offene Grüne Liste („Liste Verte Ouverte“)
Les élections municipales prochaines sont prévues pour le 25 mai 2014.

## Jumelages
- Soisy-sous-Montmorency (France)
- Erzin (Turquie)
- Roßwein (Saxe/Allemagne)
- Újhartyán (Hongrie)

## Transport
Freiberg est desservie par la ligne S4 de la S-Bahn de Stuttgart (équivalent du RER parisien) sur la ligne ferroviaire Backnang–Ludwigsburg. La gare aujourd’hui située dans le quartier de Heutingsheim fut ouvert en 1879 comme gare du village de Beihingen sur la ligne ferroviaire Backnang–Bietigheim. Deux années plus tard une ligne latérale fut bifurqué vers Ludwigsburg. Après création de la nouvelle ville la gare était rebaptisée „Freiberg (Neckar)“ le 1er juin 1975.
En 2011 la ligne vers Marbach était aménagée à deux voies jusqu’à Benningen. Aujourd’hui la gare a une fréquence de 1,4 million passagers par an.
L'aéroport de Stuttgart (STR) est situé à 45 km au sud de la ville à Leinfelden-Echterdingen.

## Économie
Environ 600 petites et moyennes entreprises ont leurs sièges à Freiberg am Neckar, dont une succursale de SAP avec un effectif de 275 employés et une de Porsche avec un effectif de 475 employés.

## Viticulture
Freiberg am Neckar est une communauté viticole dont les vignes appartiennent à la région viticole de Schalkstein dans le district „Württembergisch Unterland“ („pays bas de Wurtemberg“) dans la région viticole de Wurtemberg.

## Institutions publiques
En 2001 le centre des conférences Prisma fut ouvert sur la place du marché. Il héberge toutes sortes d'évènements culturelles et communales. Pour les performances de musique ou de théâtre dans un cadre plus intime le vieux pressoir du château (Schlosskelter) vis-à-vis du vieux château de Beihingen est très populaire aussi.
Près de l’école Oscar-Paret se trouve la bibliothèque municipale.
Il y a aussi une maison de retraite sous direction communale.
La vieille mairie de Beihingen, classée monument historique, héberge aujourd’hui la maison des jeunes.

## Enseignement
L’école Oscar-Paret regroupe quatre types d’écoles d’enseignement secondaire sous son toit. C’était la deuxième « école intégrée » (en allemand : « Gesamtschule », soit un établissement d'enseignement secondaire regroupant les filières allemandes correspondant aux premier et deuxième cycle français) dans le Bade-Wurtemberg. En outre il y a trois écoles primaires, sept écoles maternelles, et une crèche.

## Musées

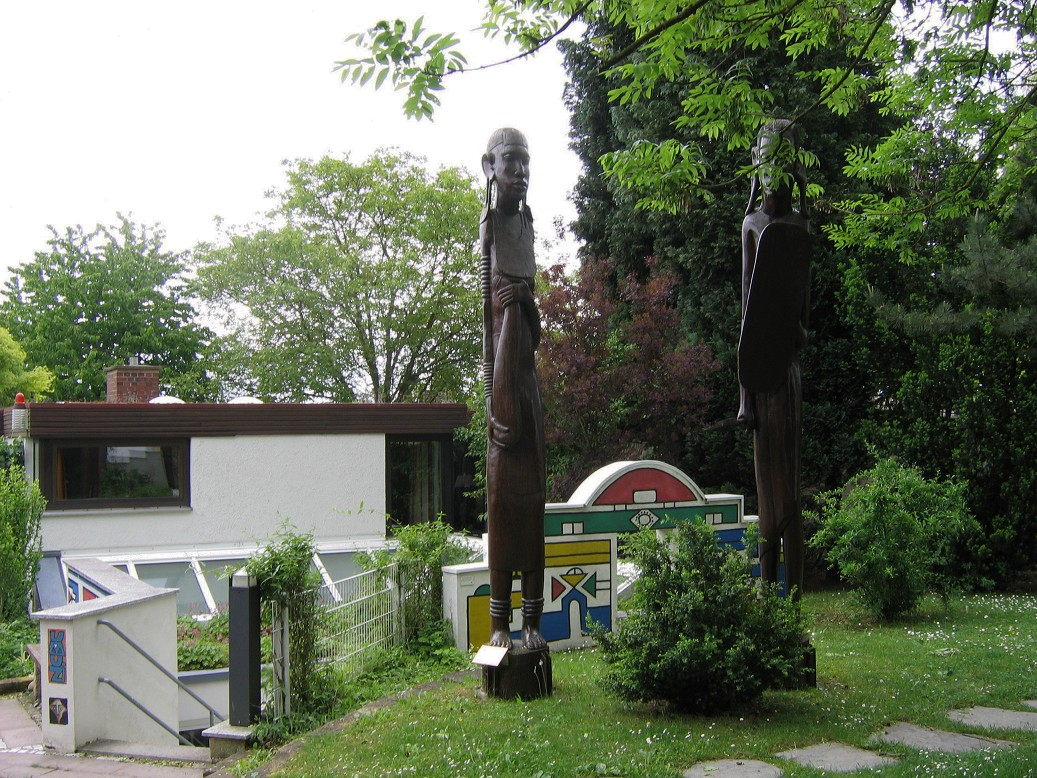
Maison d’Afrique

L’entrepreneur Arthur Benseler (1925 - 2010) s’intéressait toute sa vie durant pour l’art et la culture africaine. Il a conçu sa maison privée comme centre d’art, musique et littérature de la sorte, qu’il devenait connu à travers les années comme Maison Africaine. Il la léguait à la ville comme musée. Dans la maison et son jardin se trouvent environ 150 sculptures et tableaux, dont une part fut collectée par Arthur Benseler au cours de ses voyages pendant 30 années, mais l’autre ajoutée par la ville de Freiberg.
Le musée dans le château de Geisingen („Museum im Schlössle“) documente le développement historique de Freiberg. Les échantillons d’exposition montrent la préhistoire dès l’évidence des premiers lotissements humains, l’histoire des seigneurs locaux, le développement de l’artisanat, agriculture et industrie ainsi que les effets locaux des guerres et autres temps de crise. À l’époque de Noel il y a eu des années durant une exposition de Springerle (biscuit avec dessin en relief parfumé à l’anis), mais pour les deux années passées les échantillons des moules du musée ont été données en prêt au Musée de Bade-Wurtemberg.

## Édifices notables

### Quartier de Beihingen

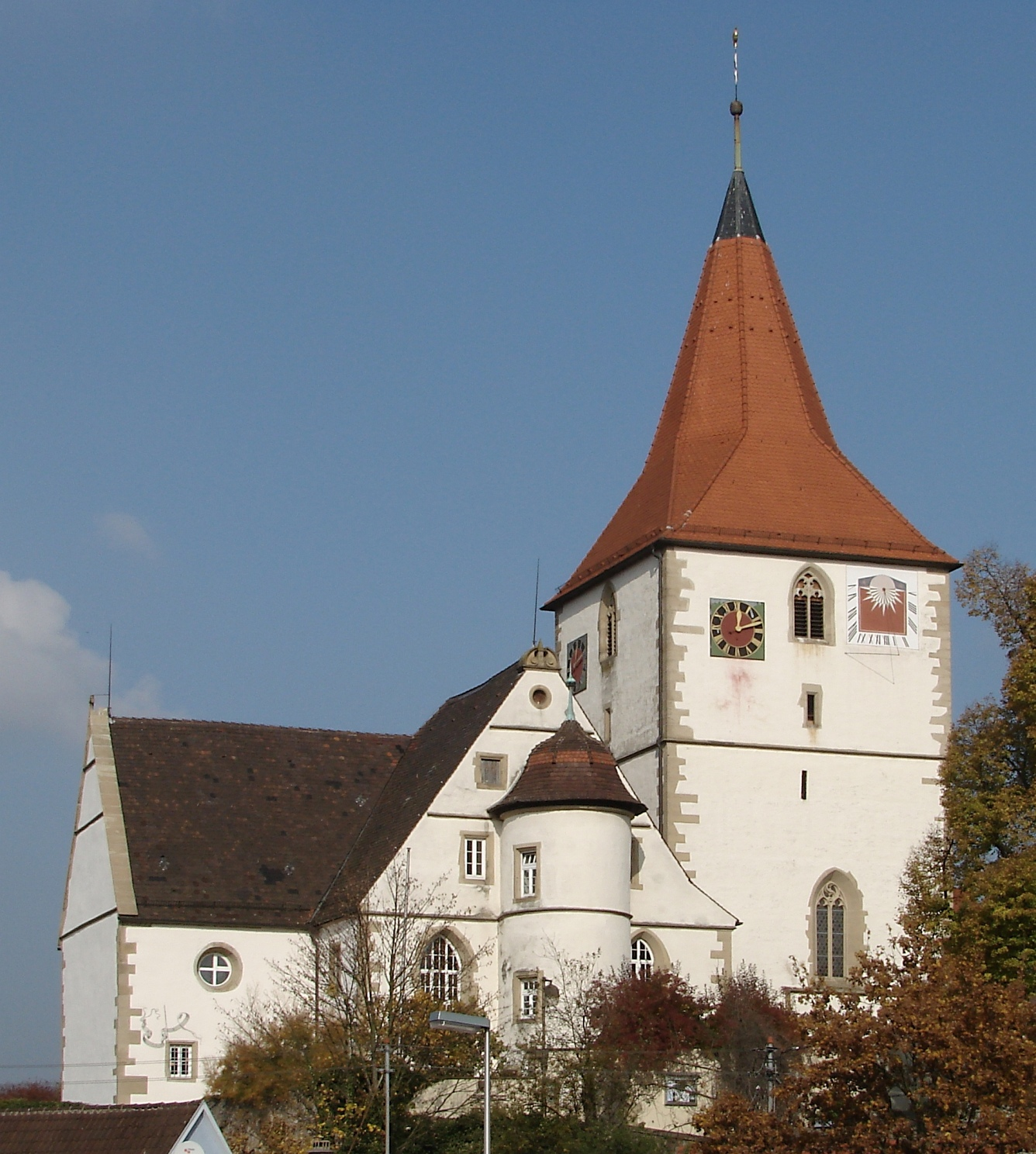
Église Saint-Amand à Freiberg-Beihingen

L’église Saint-Amand datant du XVIe siècle a d’abord été construite en église fortifiée. Elle est située sur uns colline au-dessus du centre du vieux village de Beihingen. Elle est remarquable par ses différents éléments d’architecture des nombreuses époques, ses tableaux et l’orgue précieuse datant de 1766.

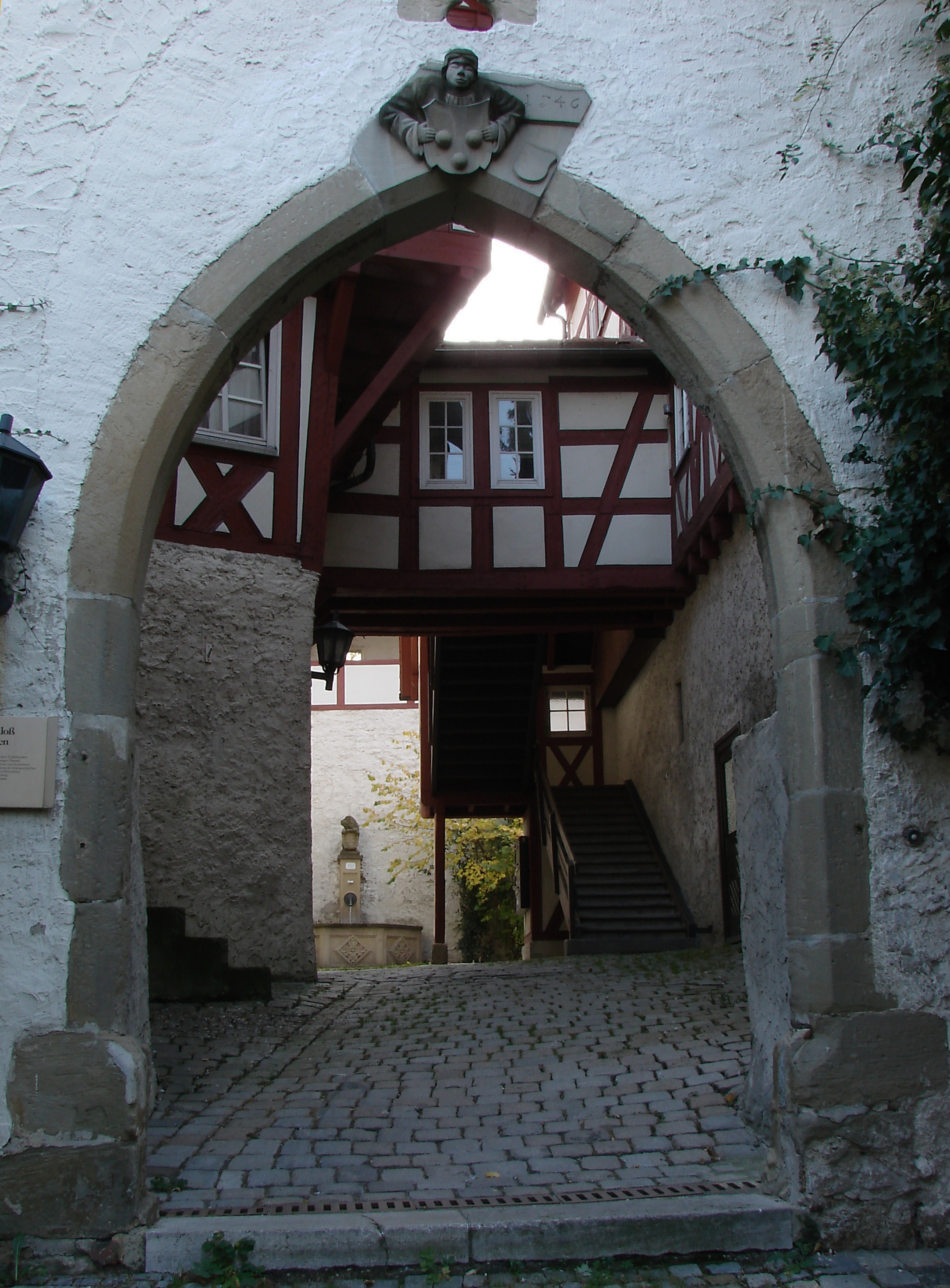
Vieux château à Beihingen, vue dans la cour intérieure

En vue de l’église Saint-Amand est situé le vieux château de Beihingen, construit par les seigneurs von Nothaft et von Gemmingen. La partie la plus vieille du château est la ruine d’une maison-tour du XIIIe siècle. Les bâtiments vus aujourd’hui ont pour la plupart été construits en 1480 et 1680. Ils hébergent aujourd’hui archives et sièges des associations.
Le château nouveau en face fut construit en 1573 par Friedrich von Breitenbach et était occupé comme résidence à travers les siècles par nombre des familles nobles. Aujourd’hui il est en possession de la famille von Graevenitz. À côté du bâtiment central à trois étages il y a la vieille grange dîmière construite en 1591; tous les deux ont été rénovés dans la coloration du temps de leur construction.
Près des deux châteaux se trouve le vieux pressoir. Il fut reconstruit en 1730 sur la place d’un pressoir plus vieux datant de 1577. Depuis 1964 il est en possession de la ville et utilisé pour des évènements culturels.
Dans le centre du vieux village se trouve la vieille mairie datant du XVIe et du XVIIe siècle, où Johann Friedrich Flattich est né. La vieille école aussi a survécu.
Dans le Neckar est situé le barrage de Beihingen, où le canal du Neckar bifurque du bras-mort de la rivière.

### Quartier de Geisingen

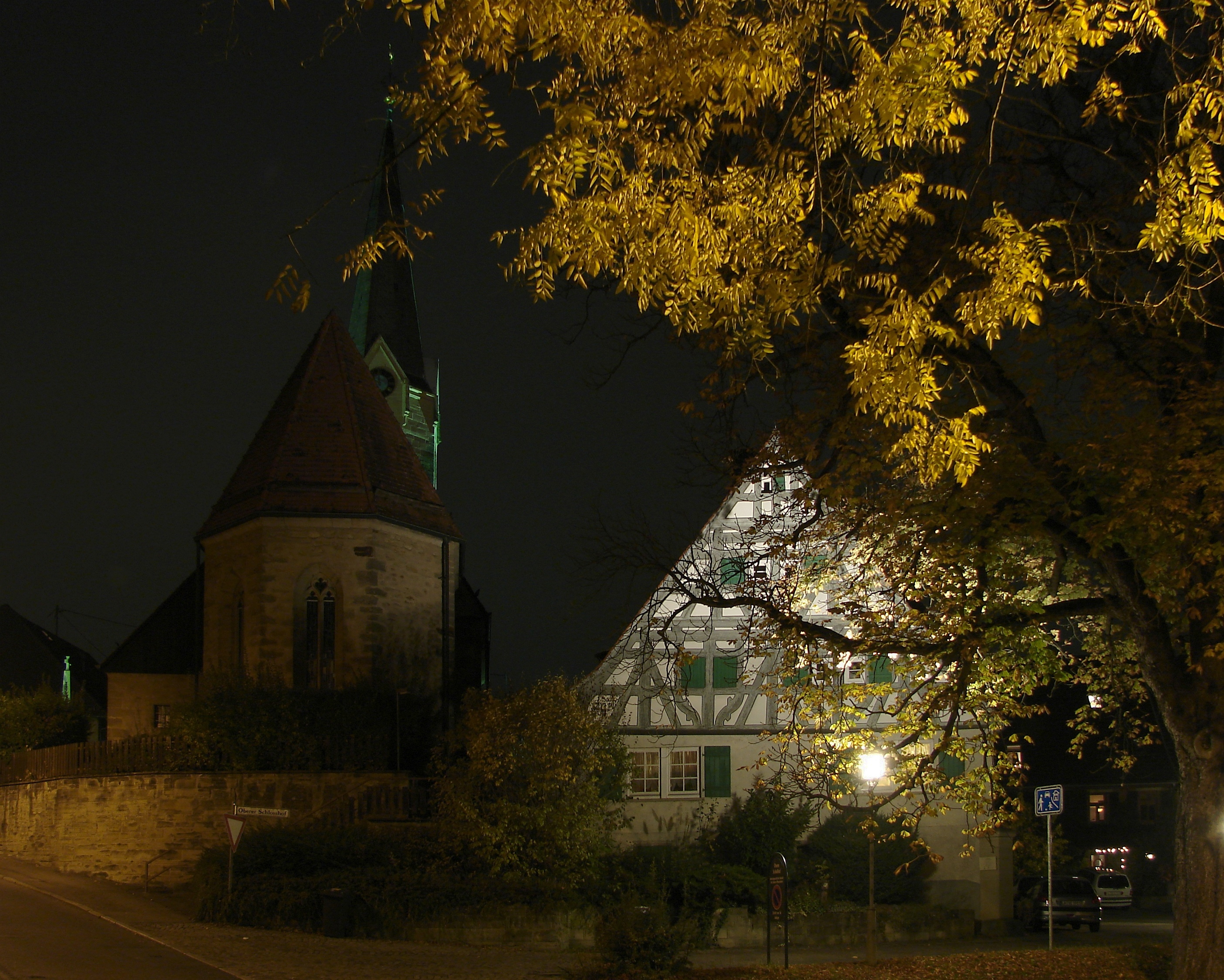
Église St. Nicolas et communs du château supérieur

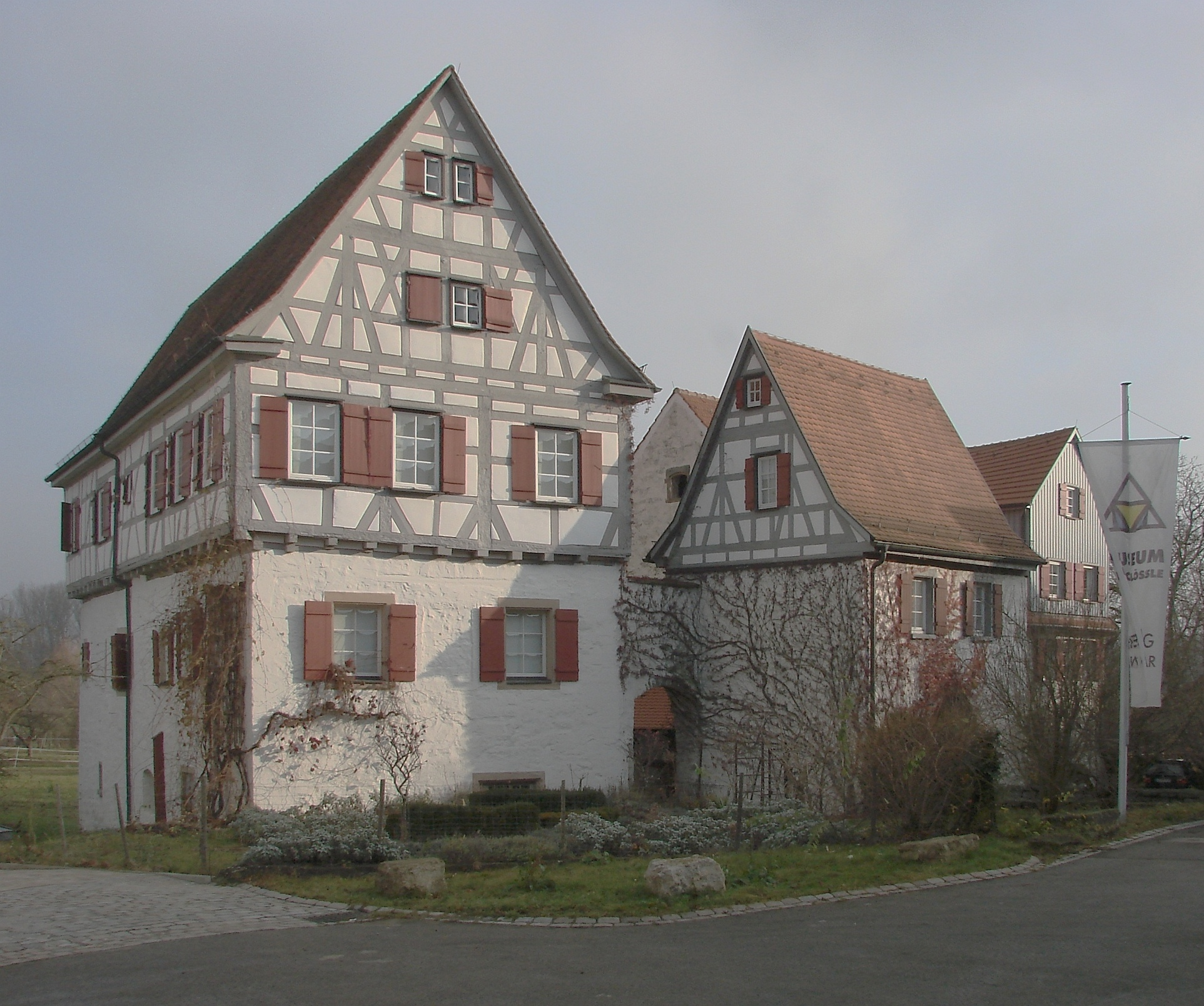
Dépendance du manoir de Geisingen dite „Schlössle“ („châtelet“ en souabe)

Geisingen a son église Saint-Nicolas construite dans le style gothique mature. En 1474 on a d’abord construit une chapelle, qui aujourd’hui sert comme chœur. La nef centrale et le clocher furent ajoutés en 1521 et 1522. En 1900 le clocher reçut sa flèche au lieu de sa toiture ancienne en casquette. Dans l’intérieur se trouvent les pierres tombales datant du XVIe siècle des seigneurs de Geisingen, soit des familles von Stammheim et Schertlin von Burtenbach.
Immédiatement en bas de l’église se trouve le château supérieur de Geisingen où château Kniestedt mentionné pour la première fois vers la fin du XVIe siècle et reconstruit en 1723. Encore 200 m plus bas est situé le château inférieur, siège ancestral de la famille noble von Stammheim, d’abord construit comme Wasserburg en 1486. Les bâtiments vus aujourd’hui, d’ailleurs, sont tous plus jeunes; la plupart ne fut reconstruit qu’au XXe siècle d’après le modèle des édifices antérieurs. Une dépendance de la Wasserburg datant de 1671 est nommée „Schlössle“ („châtelet“ en souabe). D'autres dépendances dans la cour du château inférieur datant du XVIIe siècle sont la vieille huilerie et l’ancien pressoir à vin.

### Quartier de Heutingsheim

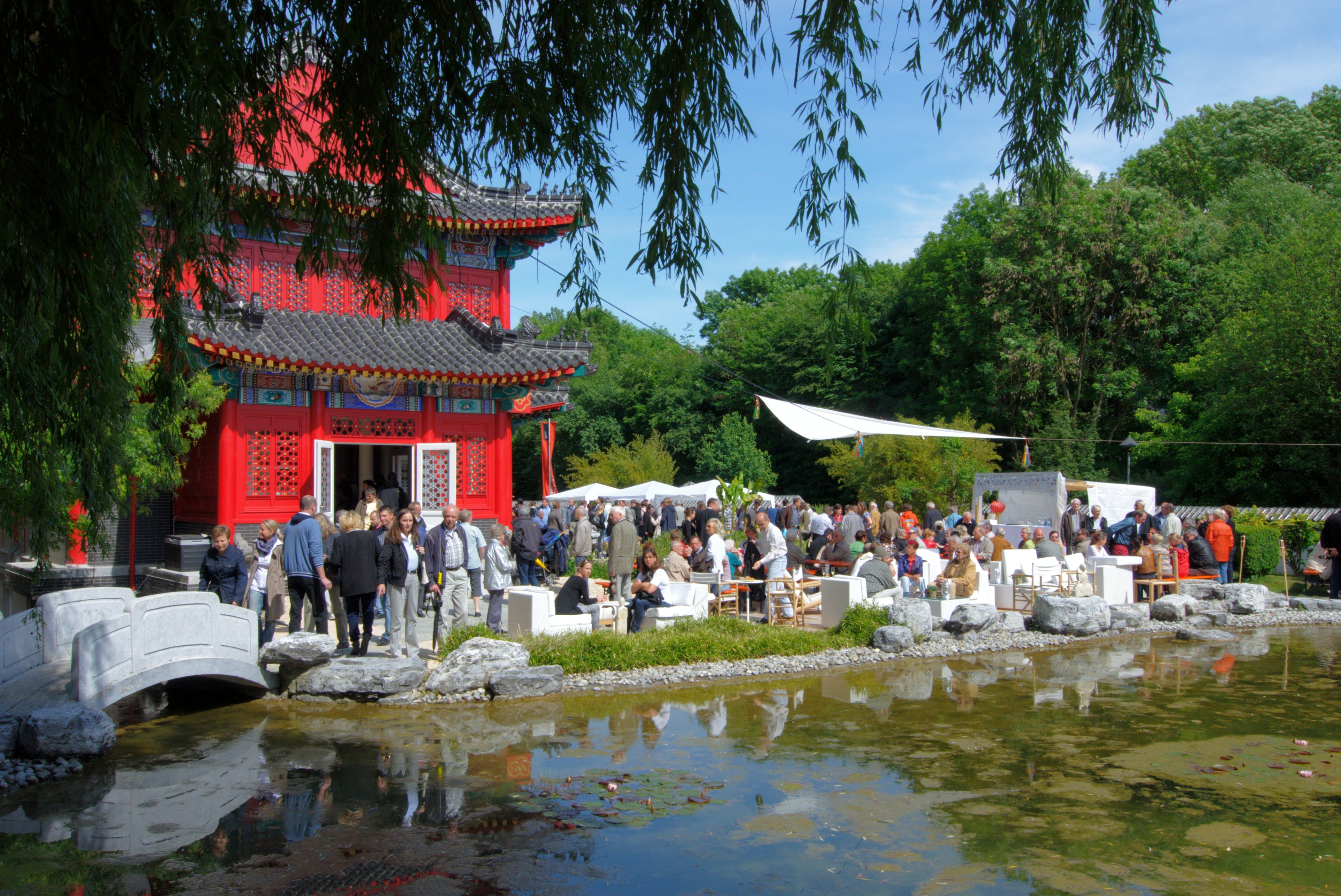
Réouverture de la Maison Chinoise le 15 mai 2011

À la périphérie de la ville sur la route vers Ludwigsburg-Eglosheim se trouve la maison chinoise originale la plus grande en Europe. Elle est située dans un jardin ouvert au public façonné après les principes taoïstes. Maison et jardin furent construits par des ouvriers et artisans chinois après la mise en valeur du terrain par la Dashi-Enterprise Group en 1994. Tout matériau de construction fut importé de la Chine pour les besoins de la cause. Après l’ouverture en 1995 l’immeuble fut exploité comme centre allemand-chinois et restaurant. En 2007 la maison fut abandonnée après que l’opérateur dut dresser son bilan en été 2006. En 2008 maison et jardin furent fermés au public pour risque d’effondrement. En novembre 2008 le tribunal de grande instance de Stuttgart jugeait que l’opérateur en procédure de redressement judiciaire devait retourner le terrain à la ville. En mai 2010 les travaux de restauration commençaient. Le nouveau propriétaire, Ming Ze Schaumann, de nouveau employait des artisans chinois. Le 15 mai 2011 la Maison Chinoise fut ouverte de nouveau au public.

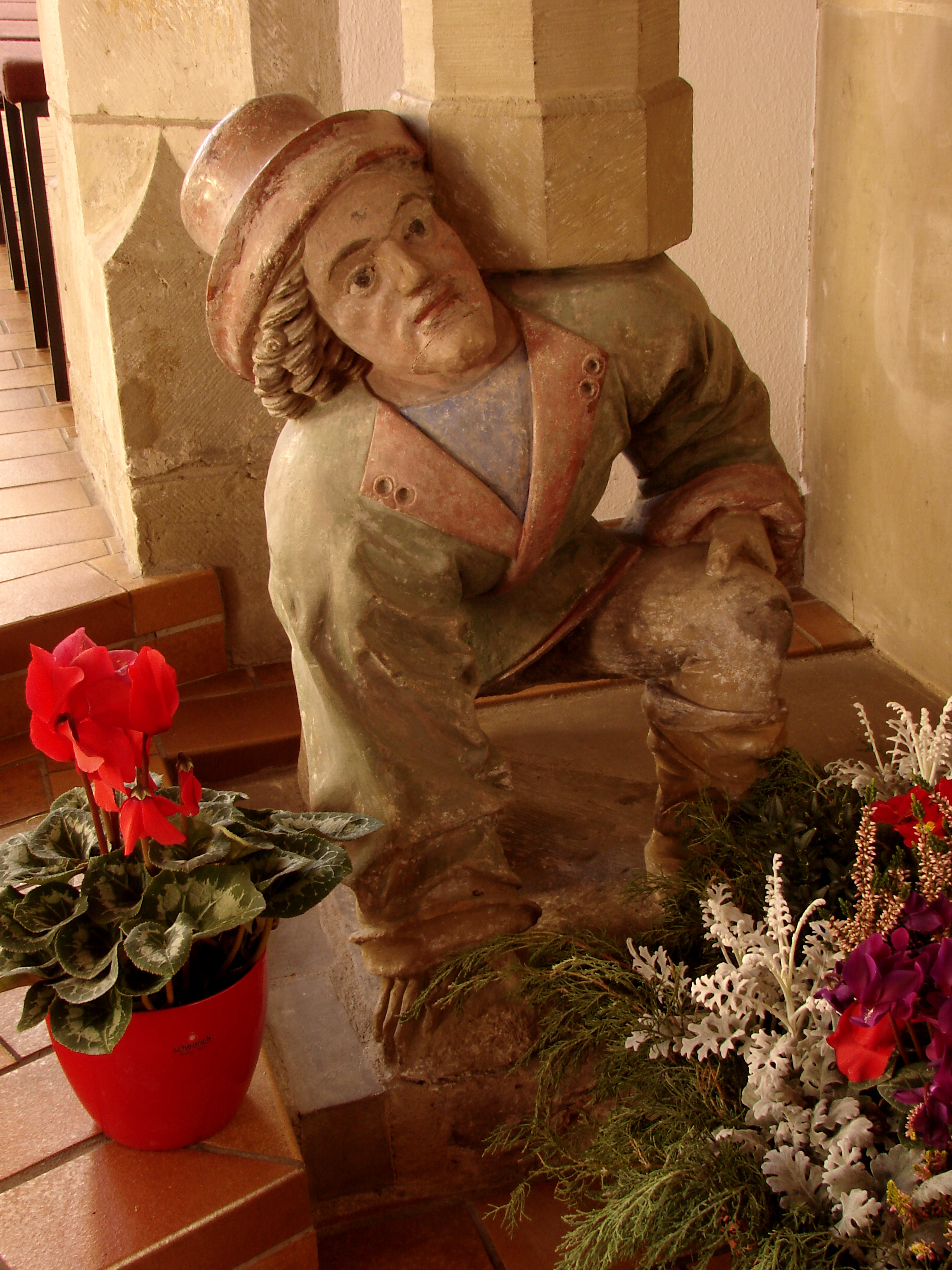
Le porteur de chaire dans l’église Saints-Simon-et-Jude

Au centre de l’ancien village de Heutingsheim la mairie construite en 1781 en style néoclassique se situe dans une mêlée des immeubles et ruelles. L’église paroissiale protestante Saints-Simon-et-Jude, construite en style gothique mature en 1487, possède un chœur sculpté élégamment avec une voûte ogivale quadripartite. Les clés de voûte montrent les apôtres saint Simon et saint Jude (Thaddée) et Marie Mère de Dieu. La chaire sied sur une sculpture en pierre : le porteur de chaire, un homme à genou, créé par Anton Pilgram, la porte sur son dos. La grande cloche nommée et inscrite "Osanna" date de 1492.
Heutingsheim a aussi son château. L’ensemble de bâtiments érigé vers 1700 avec son manoir et ses communs à trois ailes est balisé vers la route par un mur. Il est un exemple typique d’un manoir de famille noble de cette période. Sont atypiques d’ailleurs les éléments bas-allemands du pignon à treillis du côté de la rue du bâtiment annexe.

## Conservation de la nature

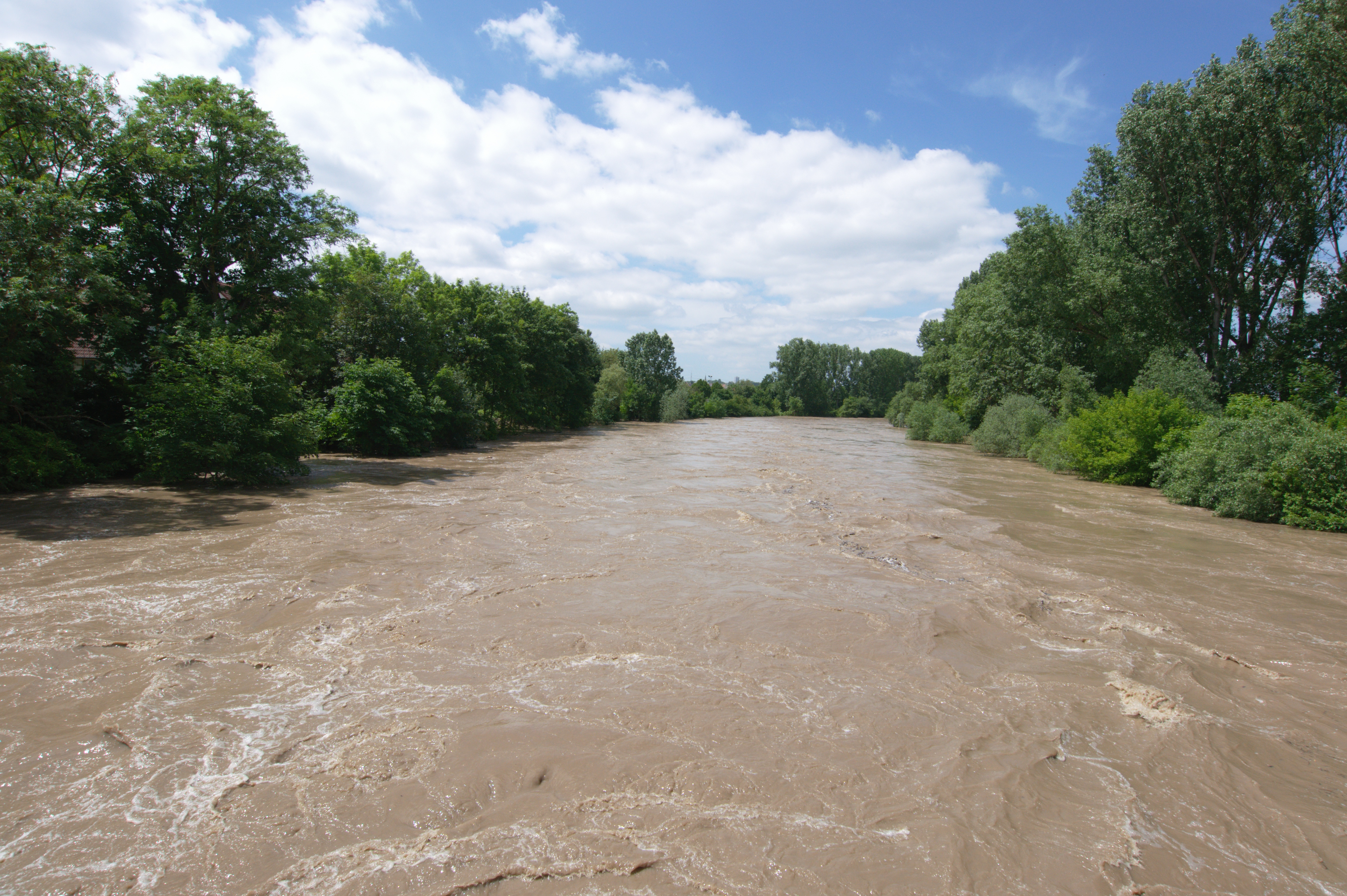
Inondation du site naturel protégé Altneckar

La réserve naturelle Altneckar avec sa forêt riveraine et prairies limitrophes est une zone de villégiature idyllique et oasis écologique situé entre les villes de Freiberg, Pleidelsheim, et Ingersheim. De ce côté-ci de l’autoroute A 81 le remblai de l’ancienne ligne ferroviaire de Backnang à Bietigheim est protégé et entretenu par la ville et la section locale du BUND (Union pour l’environnement et protection de la nature d’Allemagne; membre allemand des Amis de la Terre) comme biotope sec. De l’autre côté de l’autoroute la ligne ferroviaire a coupé un sillon creux dans le terrain. Par les efforts joints de la ville et du BUND ici aussi un site protégé a été créé, en occurrence un biotope forestier humide. Le pont de chemin de fer à travers l’autoroute fut détruit le 20 avril 1945 par des troupes allemandes en retraite. Après la guerre le pont ne fut pas reconstruit et la ligne ferroviaire abandonnée.

## Personnalités liées à la ville
- Johann Friedrich Flattich (1713–1797), curé protestant et éducateur, né dans le village de Beihingen ;
- Karl Wilhelm Friedrich von Breyer (1771-1818), historien et professeur d'université allemand, né dans le village de Heutingsheim ;
- Oscar Paret, (1889–1972), archéologue et historien local, grandit dans le village de Heutingsheim ;
- Erich Kempka, (1910-1975), chauffeur personnel d'Adolf Hitler de 1934 à 1945, passait ici ses dernières années.